# Kečap
Kečap (ketchup) je dodatek jedem: omaka, izdelana predvsem iz paradižnika, kisa in različnih začimb.
Beseda ketchup izhaja verjetno iz kitajskega dialekta Amoy, (koechiap ali ke-tsiap) preko malezijske besede kechap. Najprej je bila to polinezijska omaka ali juha iz rib, zelenjave in začimb. V poznem 17. stoletju so ga častniki britanskih kolonialnih vojaških sil prinesli v Anglijo. Sprva je bil znan kot catchup, nato kot ketchup (tudi catsup). Recept je našel pot preko Atlantika, kjer ga je leta 1876 Henry John Heinz modificiral in je ketchup kot izdelek njegovega podjetja H. J. Heinz Company nastopil zmagoslavno pot po svetu.
Kečap danes uporabljamo predvsem kot dodatek:
- jedem hitre prehrane (Fast Food), kjer je poleg gorčice in majoneze tako rekoč obvezna sestavina ter
- jedem, pečenim na žaru, pečenkam, klobasam, hrenovkam, …

Sestavine kečapa so paradižnik, kis, limonin sok, sladkor in začimbe (čili, paprika, muškatni orešek, cimet, piment, klinčki, čebula, zelena, ingver, česen, …).
Obstajajo tudi pripravljeni kečapi, izdelani predvsem iz paprike. Če se uporabi pekoča paprika, je lahko kečap zelo pikanten. Danes dobimo na trgu vrsto industrijsko pripravljenih kečapov, od zelo milih do zelo ostrih.